# ТВ 5
ТВ 5 је била једна од најгледанијих телевизија у Нишу која је почела са радом 17. јануара 1994, а престала са радом 2. новембра 2012. Била је прва приватна телевизија у Нишу. До 2009. године је седиште телевизије било на последња три спрата највише зграде у Нишу, ТВ5 Солитера. Током боравка телевизије у згради је солитер и добио то име, због светлеће рекламе за ТВ5 која се налазила на врху зграде. Претходни називи који су Нишлије користиле за ту зграду су били "Жути солитер", и "Вартексов солитер". Након што се ТВ5 2009. преселила у ТЦ Калча, реклама је остала, али је престала да светли, а временом је и "Т" отпало са рекламе, тако да се данас на солитеру види "B5", што се погрешно може прочитати као "Бе 5".
Канал је био веома гледан на југу Србије, по истраживању Ипсос-а у новембру 2010. су са 55% били убедљиво најгледанија регионална и локална телевизија, а 2006. су конкурисали и за националну фреквенцију. За те потребе је пословодство подигло кредит од 700 000 евра код Комерцијалне банке, планирани су или су били обезбеђени предајници, опрема, нова локација за телевизију у Нишу, дописништво у Београду. Међутим, РРА их је одбила, уз образложење да би то могло да буде зато што је у власништву куће "идентификован капитал Оливере Недељковић, која се суочава са оптужбама за привредни криминал", а иначе је сестра браће Карић. Фреквенције су тада добиле искључиво београдске телевизије, међу којима и Авала, Кошава и Хепи, које у то време нису имале програм. Тадашња директорка Славица Николић-Чорбић је такву одлуку назвала незаконитом, и још једним "доказом изузетне централизације Србије у свим областима живота". Након одбијања жалби је уследила тешка финансијска криза за ТВ5 због враћања кредита, па су радницима касниле плате, многи су и отишли, а екипа је морала да се 2009. пресели са Солитера ТВ5 у ТЦ Калча. Три године након селидбе је ТВ5 банкротирала, и 2. новембра 2012. је угашена.

## Емисије
- Расправе
- Пета ноћ
- Клуб привредника
- Владавина права
- Вечерас са вама
- Шта штампа штампа
- Мода
- Хороскоп
- Реплика
- Архив душе
- Само суботом
- Податак плус
- Градски ребус
- Видео портрет
- Фокус
- Патрола 92
- Шаховски проблем
- Prsslook Again
- Сва лица Ниша
- Постаните председник
- Бизнис клуб
- Промаја
- Joker
- Црно на бело
- Топ спорт
- У корист здравља
- Берза некретнина
- Политички хороскоп
- Рок носталгија
- Рефлекс
- Бумеранг
- Нишки излог
- Боје Ниша
- Грчко вече
- Тишина
- То је то
- Индекс
- Монолит
- Jamais Contente - емисија о аутомобилизму
- Култура
- Друга страна екрана
- Изблиза
- Културно ћоше
- Поштено говорећи
- Наша села
- 30 минута
- ТВ Вртешка
- Моје дете
- Зашто жаба нема уши
- Дежурна прича
- Занимљива азбука
- Путописи
- Нада за југ
- Форум за грађанска права
- Нанин кувар
- Људи поред нас
- Пожели и слушај
- Аукција слика
- Опстанак
- Веровали или не
- Живот је плес
- Интервју
- Позориштанце
- Говори гласно
- Женске приче
- Поново
- А шта ви кажете
- Магије, мистерија и чуда
- NVO магазин
- Рефлектор
- Привредник
- Унутрашња страна приче
- Сасвим обичан шоу
- Путеви

### Расправе
Политичка дебатна емисија коју је водио Зоран Марјановић. Емисија је трајала око сат времена, и тема је било разних; од избора за председника Србије 2002. када су 30. јула 2002. гости били Бранко Павловић, члан главног одбора Социјалдемократске партије и Војислав Шешељ, председник Српске радикалне странке, укидање војног рока и војска након тога са генералом-потпуковником Благојем Граховцем (27.5.2003), и економски пут Србије са Бранком Драгашем (25.9.2012).

### Пета ноћ
Talk show коју води Мирослав Ћосић. Почела је са емитовањем за време протеста 1996/97. и имала је различите теме, попут шаховског турнира и шаховских система, где је један од гостију био професор Електронског факултета Владан Вучковић, разговора са новоизабраном градоначелницом Ниша Драганом Сотировски, и разговора са Миломиром Марићем. Емисија се још увек емитује на ТВ Белами.

### Промаја
Забавно-информативни програм који је водио Драган Жика Стојановић. Емитован је на ТВ5 у два серијала: 1. серијал од 1994. до 1998. године, и 2. серијал од 2004. до 2010. године. Снимљено је и емитовано око 500 полусатних емисија о људима и догађајима углавном са југа Србије. Најбољи кратак опис емисије долази из дела уводне шпице: "Причаћемо приче о разноразним чудима, и о обично-необичним људима, увек буде између осмеха и плача, на самој граници истине и трача...". Аутор ове емисије је неке од епизода поставио на свом Youtube каналу. Неке од тих прича су биле:
- Прича о Сави Јовановићу, познатијем као Мика Бечлија, човеку из Загужана код Лесковца, који се по својој причи и изјавама женио 36 пута.[13]
- Драган Јовановић, познатији у крају као Буцко Мезграјац, ватрени навијач Црвене звезде, који је гледао сваки меч Звезде у Купу европских шампиона 1990/91, па је одлучио да ће из родне Мезграје код Ниша, без икаквог знања страних језика, отићи у Токио да уживо одгледа Интерконтинентални куп 1991.[14]
- Ванземаљац из Нишког Поморавља[15]

## Квизови
- Квиз 5
- Ко зна више
- Асоцијације
- Funny man (дечији квиз)
- Квизоманија
- Фоул бре (спортски квиз)

## Документарни програм
- Затварање круга
- Max Q
- Приче о катедралама
- Манастири поред Дунава

## Информативни програм
- Вести
- Јутарњи програм
- Бизнис вести
- Централне вести
- Breaking News
- Добро вече
- Спорт
- Вечерње вести
- Данас
- Флеш вести
- Вести у 23h
- Нишко јутро

Од 1994. до 2004. године информативна емисија "Централне вести" су биле под именом "Добро вече".

## Логотип
Први логотип ТВ 5 је важио од 1994. до 2004. године, а други, уједно и последњи логотип је важио од 2004. до 2012. године. Светлећа реклама која је ТВ5 Солитеру дала назив потиче од другог логотипа, који је и данас на згради, али без слова "Т" које је у међувремену отпало, па се на згради види "В5"(ве 5).

## Престанак емитовања

### Штрајк упозорења и општи штрајк
Након што је 2006. РРА одбила да додели националну фреквенцију ТВ5, телевизија је запала у тешку финансијску ситуацију, пошто је кредит од 700 000 евра морао да се врати. Због тога је телевизија запала у дугове, па је 17. фебруара 2011. започео штрајк упозорења због неисплаћених 12 зарада. За мање од месец дана су запослени 7. марта 2011. започели општи штрајк због сада већ 13 неисплаћених зарада. Након два месеца су запослени у ТВ5 прекинули штрајк, након постигнутог договора са менаџментом телевизије о исплаћивању "минималца". Телевизија је и даље била у тешком положају, јер је, по саопштењу директора телевизије Владимира Гогића, ТВ5 у немилости политике и економских центара моћи, јер се новац пореских обвезника додељује без реалних критеријума, и то телевизијама са далеко нижим рејтингом од ТВ5. Према референтним истраживањима је телевизија била убедљиво најгледанија међу локалним и регионалним телевизијама у Нишу, са преко 55% гледаности, а била је гледанија чак и од неких националних ТВ кућа

### Одузимање регионалне дозволе и скидање са кабловске
Ипак, ситуација се није много поправила, па су вести 18. октобра 2012. године започеле саопштењем да је та медијска кућа "доведена на руб опстанка". Након што је РРА одузела Телевизији 5 дозволу за емитовање због неплаћања таксе за регионалну фреквенцију, неколико дана после тога су и кабловски оператери SBB и Коперникус скинули ТВ5 са своје програмске шеме, тако да је програм Телевизије 5 било могуће пратити само преко оператора Јотел, или уживо на интернету. Потез РРА је последица изузетно лоше финансијске ситуације у којој се налазила најгледанија нишка телевизија, за шта је ТВ канал највећим делом окривио "нелојалну конкуренцију", и "политичке центре моћи из Београда". Између осталог су у саопштењу Телевизије навели:"Ни раније од грађана нисмо крили да нас политички и економски диктат из Београда већ годинама системски уништава, јер Телевизија 5 не припада ниједној политичкој странци, већ грађанима Ниша и Југа Србије". Текући рачун ТВ5 је у том тренутку био у блокади више од годину и по дана због дуга од скоро 40 милиона динара.

### Протестно емитовање програма из центра града
У знак протеста због искључења из кабловских система SBB и Коперникус, запослени на ТВ5 су одлучили да емитују програм уживо из центра града, на платоу испред Тржног центра Калча. Нишлије су том приликом у граду такође потписивале петиције о очувању Телевизије 5 на местима око центра града, и Светосавског парка. У саопштењу које је потписано са "Колегијум РТВ5" се наводи да је та медијска кућа "пример систематског уништавања независних медија у Србији од 90-тих година прошлог века до данас". У саопштењу такође пише да "тешка економска криза, али и игнорисање од стране локалне самоуправе, која у последње три године Радиотелевизији 5 није дала ни динара пореских обвезника, иако се ради о убедљиво најгледанијој ТВ станици у Нишу, довели су РТВ5 до финансијског колапса". Последица тога је по наводу ТВ5 губљење регионалне дозволе. Главна и одговорна уредница Слађана Остојић каже да је, по наређењу РРА, ТВ5 по хитном поступку искључена из кабловских система. Рекла је да "ми у овом тренутку желимо да добијемо кабловску фреквенцију. Имамо информације да то није проблем, и да РРА није одбила ниједну телевизију која је затражила да добије дозволу за емитовање у каблу. Чекамо да се позитивно одлучи по нашем захтеву и да и даље наставимо да објективно и непристрасно извештавамо грађане Ниша". Водитељ Јутарњег програма и аутор популарне "Промаје" Драган Жика Стојановић је навео да РТВ5 проживљава најтеже тренутке од свог оснивања 1994. године, али да подршка грађана показује да је вредело радити. Додао је: "Тешко можемо да пребројимо сва писма, све поруке, сва саопштења која нам стижу. Ова наша прича из центра 'Борба за петицу' јесте борба за све независне медије у Србији. Пре или касније доћи ћемо у ситуацију да медији немају аргументе у рукама, а поново нестају. Боримо се против медијског мрака у Србији".
Борбу Телевизије 5 је подржало и Друштво новинара Ниша, многе медијске куће из Ниша, али и из Београда. Међутим, како је за Јужне вести потврђено, акцију нису подржале Нишка телевизија и Белами. План је био да се програм из центра града, на платоу испред "Калче" емитује сваког дана до краја недеље.

### Последњи дан емитовања
Другог новембра 2012. у 18 сати, у време емитовања Централних вести Телевизије 5, водитељка Весна Живановић Печенковић је објавила да нема више Телевизије 5. Док су сви запослени стајали иза ње, Печенковићева се у име целе Телевизије 5 опростила са гледаоцима после пуних 18 година. Изјавила је: "Саопштићемо вам једину вест у пар речи - нема више Телевизије 5, а после одјавне шпице ових Централних вести Петице више неће бити ни на вашим малим екранима". У последњој генералној најави за Централне вести стоји да су се сви на телевизији трудили да гледаоце увек на најбржи, најбољи и најобјективнији начин обавесте о свему. Нагласили су и да је огромно поверење које су Нишлије указивале за све те године најбоља потврда да је Телевизија 5 у тој намери често и успевала. 
Последње речи које су се чуле са "петице" су биле: "Уз жељу да на телевизијским екранима и радио таласима убудуће пронађете нешто што ће вас подсећати на нас, поздравља Вас комплетна екипа Ваше Радио Телевизије 5". 
Након одјавне шпице је Телевизија 5 званично престала са радом пошто што јој је РРА одузела дозволе за емитовање, а кабловски дистрибутери их избацили из понуде.

## Директори и главни и одговорни уредници ТВ5 (1994—2012)
- Славица Николић-Чорбић (1994-2006)
- Анета Радивојевић (2006-2010)
- Слађана Остојић (2010-2012)

## Водитељи и новинари ТВ5 (1994—2012)
- Зоран Марјановић
- Мирослав Ћосић
- Иванка Косанић
- Вања Обрадовић
- Ружица Стојковић-Мицић (1959—2022)
- Ристо Буквић (1950—2023)
- Данијела Ђерић
- Роберт Ђорђевић
- Весна Петровић (сада Весна Живадиновић Печенковић)
- Ана Раденковић (сада Митић)
- Мирољуб Јовановић (1951—2020)
- Бранислава Нешић (сада Јовановић)
- Марина Стевановић (сада Костић)
- Данијела Васић
- Драгана Ђорђевић
- Петар Вујовић
- Златибор Станковић
- Нина Перуновић (сада Радовић)
- Душица Дејић
- Александар Сандро Марковић
- Далибор Поповић Поп
- Драган Жика Стојановић
- Драган Димитријевић (1934—2019)
- Слађана Остојић
- Данијела Иванковић
- Маја Воденичарски
- Горан Станковић
- Татјана Егерић
- Анета Радивојевић (1965—2020)
- Марјан Тодоровић
- Раде Радовановић
- Саша Радовић
- Драгана Цветковић
- Драган Виденовић
- Никола Стојиљковић
- Снежана Лазић
- Миодраг Станковић
- Драган Стојановић
- Тамара Милојевић
- Милена Терзић
- Јадранка Тасић
- Никола Марковић
- Предраг Благојевић
- Ненад Весић
- Владимир Чичаревић
- Милан Цветановић
- Драган Стојадиновић
- Мирослав Милановић (1965—2025)
- Немања Великић
- Сандра Станковић
- Соња Ганић
- Људмила Ристић Миладиновић
- Ана Коларевић (сада Тасић)
- Зоран Петковић
- Невена Крагић
- Соња Урошевић
- Александар Станков
- Милош Динић
- Живко Вукојевић (1949—2018)
- Снежана Анакиев
- Милош Славковић
- Тамара Миленковић
- Оливера Марковић
- Бранко Пешић
- Небојша Величковић
- Ивана Динић
- Владимир Милановић

## Седиште
Од 1994. до 2009. седиште ТВ5 је била у ТВ5 Солитеру у улици Булевар Зорана Ђинђића 19 (раније Браће Тасковић), а од 2009. до 2012. су пресељени у тржном центру Калча, ламела А, поткровље. За време њиховог боравка у ТВ5 Солитеру је та зграда добила тај назив, док је пре тога била позната као "Жути солитер", и "Вартексов солитер".